# Sjarhej Sadseljonau
Sjarhej Aljaksandrawitsch Sadseljonau (belarussisch Сяргей Аляксандравіч Задзялёнаў, russisch Сергей Александрович Заделенов/Sergei Alexandrowitsch Sadelenow; * 27. Februar 1976 in Nawapolazk, Weißrussische SSR) ist ein belarussischer Eishockeyspieler, der seit 2010 beim HK Junost Minsk in der belarussischen Extraliga unter Vertrag steht.

## Karriere
Sjarhej Sadseljonau begann seine Karriere als Eishockeyspieler bei Polimir Nawapolazk, für das er von 1995 bis 1998 in der East European Hockey League, sowie der belarussischen Extraliga aktiv war. Anschließend wechselte der Angreifer zu Rubin Tjumen in die russische Superliga, verließ die Mannschaft jedoch noch im Laufe der Saison 1998/99, um in den folgenden vier Jahren für deren Ligarivalen Dinamo-Energija Jekaterinburg aufzulaufen. Gegen Ende der Saison 2002/03 kehrte er in seine belarussische Heimat zurück, in der er einen Vertrag beim HK Homel erhielt, mit dem er 2003 und 2004 jeweils den zweiten Platz in der East European Hockey League erreichte, sowie in der Saison 2003/04 den nationalen Pokalwettbewerb gewann.
Nachdem Sadseljonau in der Saison 2004/05 mit dem HK Junost Minsk erneut belarussischer Meister wurde, spielte er zwei Spielzeiten lang in der russischen Superliga für Neftechimik Nischnekamsk. In diesem Zeitraum stand er parallel für seinen Ex-Club HK Homel und den HK Dinamo Minsk in der belarussischen Extraliga auf dem Eis. Die gesamte Saison 2007/08 verbrachte der Linksschütze beim HK Homel. Anschließend wurde er vom HK Dinamo Minsk aus der neugegründeten Kontinentalen Hockey-Liga verpflichtet, für den er in 18 Spielen insgesamt sieben Scorerpunkte, darunter drei Tore, erzielte. Nach einer weiteren Spielzeit bei Dinamo Minsk in der KHL, kehrte er zur Saison 2010/11 zum HK Junost Minsk zurück, mit dem er im ersten Jahr nach seiner Rückkehr auf Anhieb den belarussischen Meistertitel und den IIHF Continental Cup gewann.

### International
Für Belarus nahm Sadseljonau im Juniorenbereich ausschließlich an der U20-Junioren-C-Weltmeisterschaft 1996 teil. Im Seniorenbereich stand er im Aufgebot seines Landes bei den B-Weltmeisterschaften 2002 und 2004 sowie bei den A-Weltmeisterschaften 2003, 2005, 2006, 2007 und 2008. Zudem trat er für Belarus bei den Olympischen Winterspielen 2010 in Vancouver an sowie an der Qualifikation zu den Olympischen Winterspielen 2006 in Turin.

## Erfolge und Auszeichnungen
- 1997 Belarussischer Meister mit Polimir Nawapolazk
- 2003 2. Platz East European Hockey League mit dem HK Homel
- 2004 2. Platz East European Hockey League mit dem HK Homel
- 2004 Belarussischer Pokalsieger mit dem HK Homel
- 2005 Belarussischer Meister mit dem HK Junost Minsk
- 2009 Spengler-Cup-Gewinn mit dem HK Dinamo Minsk
- 2011 IIHF-Continental-Cup-Gewinn mit dem HK Junost Minsk
- 2011 Belarussischer Meister mit dem HK Junost Minsk

### International
- 2002 Aufstieg in die Top Division bei der Weltmeisterschaft der Division I
- 2004 Aufstieg in die Top Division bei der Weltmeisterschaft der Division I

## KHL-Statistik
(Stand: Ende der Saison 2010/11)